# Локомотив (стадион, Чита)
«Локомоти́в» — многоцелевой футбольный стадион, расположенный в городе Чита. Домашний стадион местного футбольного клуба «Чита».

## Характеристики
Сооружение вмещает 12 500 зрителей и имеет естественное травяное покрытие. На стадионе отсутствует искусственный подогрев поля, вследствие чего некоторые календарные домашние игры в конце октября-ноябре проходят на нейтральных стадионах. Так например, во время проведения розыгрыша Первого дивизиона ПФЛ 2009, заключительные домашние игры «Читы» в 39-м туре с «Уралом» и в 40-м с «Сибирью» были проведены на стадионе «Уралмаш» в Екатеринбурге.
В перерыве сезона 2011/2012, ранней весной 2012 года, на стадионе установили новое электронное табло.

## История
2 июля 2014 года на стадионе «Локомотив» состоялось открытие международного фестиваля «Студенческая весна стран Шанхайской организации сотрудничества — 2014». Открытие началось с исполнения государственного гимна Российской Федерации. Далее в театрализованном представлении были представлены история гостеприимной забайкальской земли, культура, быт в национальных традициях коренных народом, далее плавно все перешло к показу семи направлений фестиваля это — военно-патриотическая игра «Зарница», Королева Весна — 2014, молодые политики, журналисты, образование. За открытием наблюдали свыше 12 500 жителей и гостей города, участники, волонтеры. В прямом эфире открытие фестиваля транслировал телеканал «Альтес». На праздник студвесны приехали известные артисты, ведущие, певцы. Открытие вели певица Аврора и голос «Русского радио» Макс Орлов. На стадион вышли делегации РФ всего 35 и национальные команды-делегации 14 государств (Китай, Монголия, Индия, Шри-Ланка, Афганистан, Пакистан, Турция, Белоруссия, Венесуэла, Иран, Казахстан, Киргизия, Узбекистан, Таджикистан) всего более 4000 участников. Выступили певица Пелагея и Митя Фомин. Кульминацией открытия стало появление на стадионе символа студенческой весны кота-манула. Закончилось представление красочным фейерверком из конфетти и фееричным салютом, под Гимн студенческой весны стран ШОС — 2014 «Чита, давай!!!».

## Памятные матчи на стадионе
- 2006: «Чита» — «Зенит» (1/16 финала, Кубок России 2006/07)

| 2 июля 2006 | \| Чита (Чита) \| 1:2 (1:0) Протокол \| Зенит (Санкт-Петербург) \| \| Дмитрий Захаренков 6′ \| Голы \| Илья Максимов 80′ · Олег Власов 85′ \| | «Локомотив», Чита Зрителей: 8 700 Судья: Сергей Марушко (Самара) |
| Составы: · Чита: Екимов, Бодялов, Беличенко, А. Крейсманн, Подпругин, Гармашов (к) (Гаврюш, 72'), М. Крейсман, Нагибин (Смышляев, 57'), Дробышев, Тихоньких (Гаранников, 78'), Захаренков. · Зенит: Малафеев, Анюков, Хаген, Шкртел, Ширл, Горшков (Власов, 71'), Радимов (к), Спивак (Денисов, 71'), Кержаков, Пошкус (Максимов, 46'), Аршавин. · Бодялов (19'), Гармашов (68'), Екимов (79'), Подпругин (89') — Шкртел (39'), Ширл (81'). · Нереализованный пенальти: Александр Спивак («Зенит») (67', штанга). | |                                                                  |
| Стенограмма матча на www.nevasport.ru | |                                                                  |
| Чита (Чита) | 1:2 (1:0) Протокол | Зенит (Санкт-Петербург)                                          |
| Дмитрий Захаренков 6′ | Голы | Илья Максимов 80′ · Олег Власов 85′                              |

## Галерея

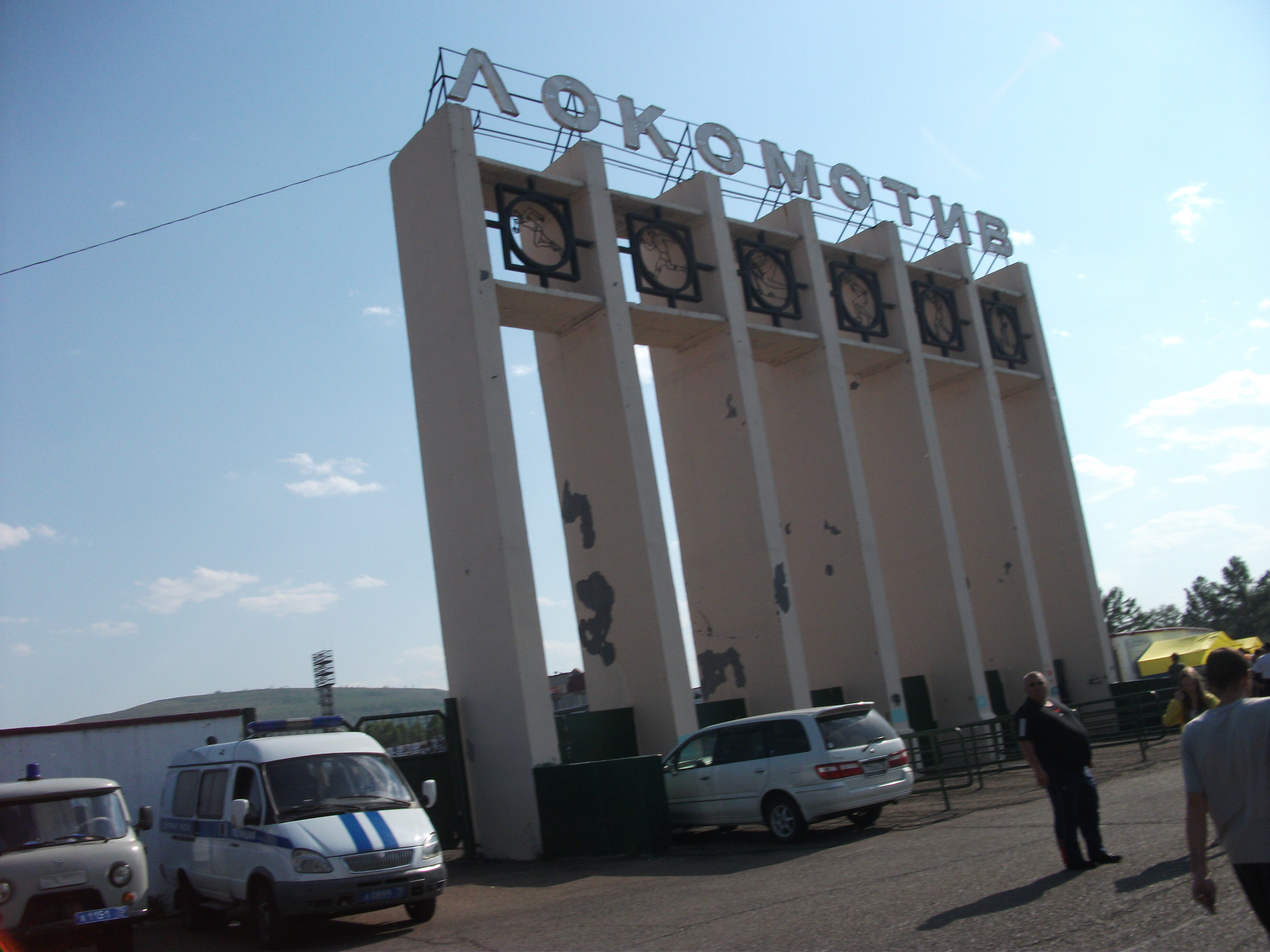
У входа на стадион
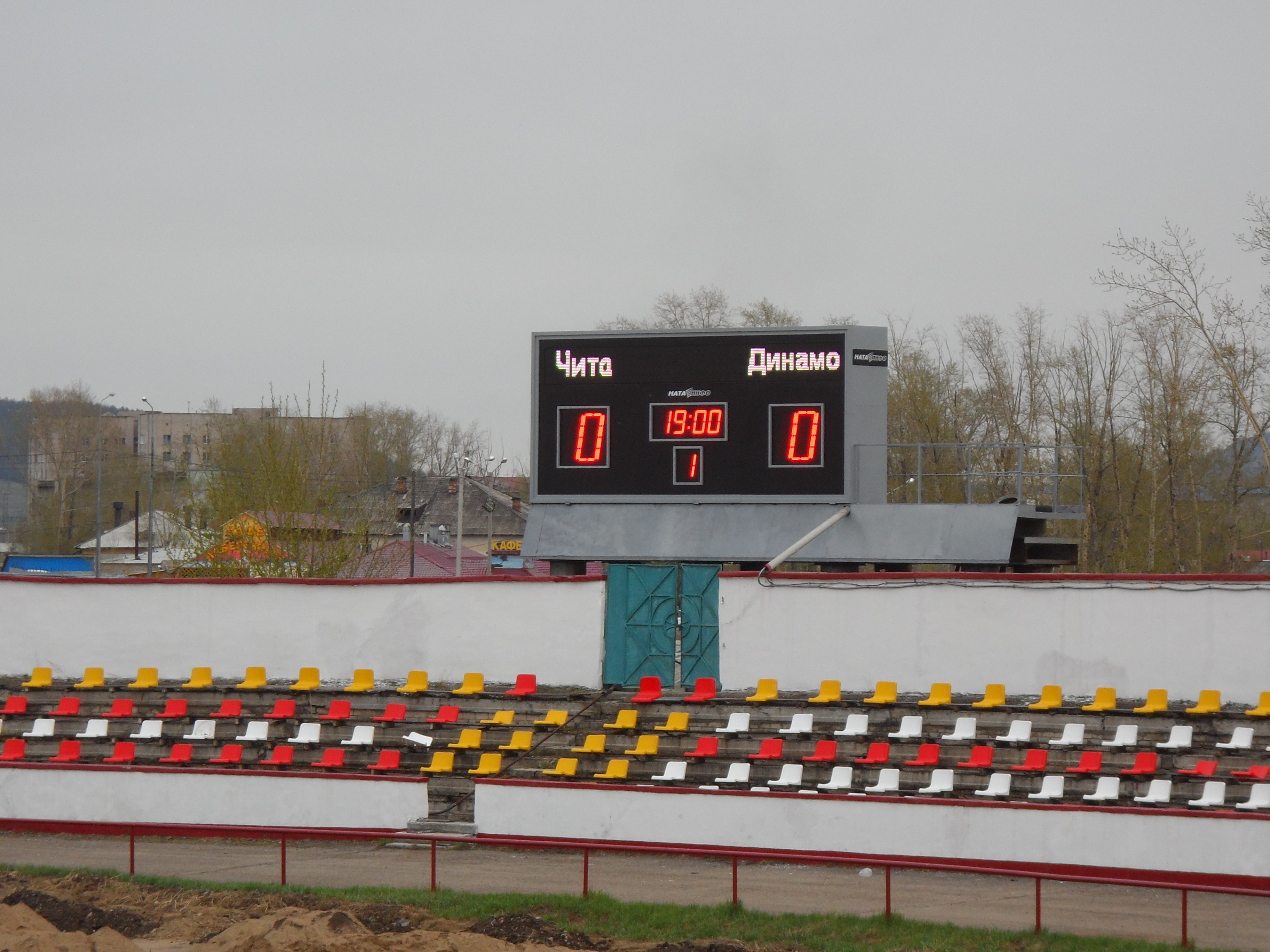
Новое электронное табло стадиона

## Информация
- Адрес: г. Чита, проспект Генерала Белика, 33